# Kurt Biedenkopf

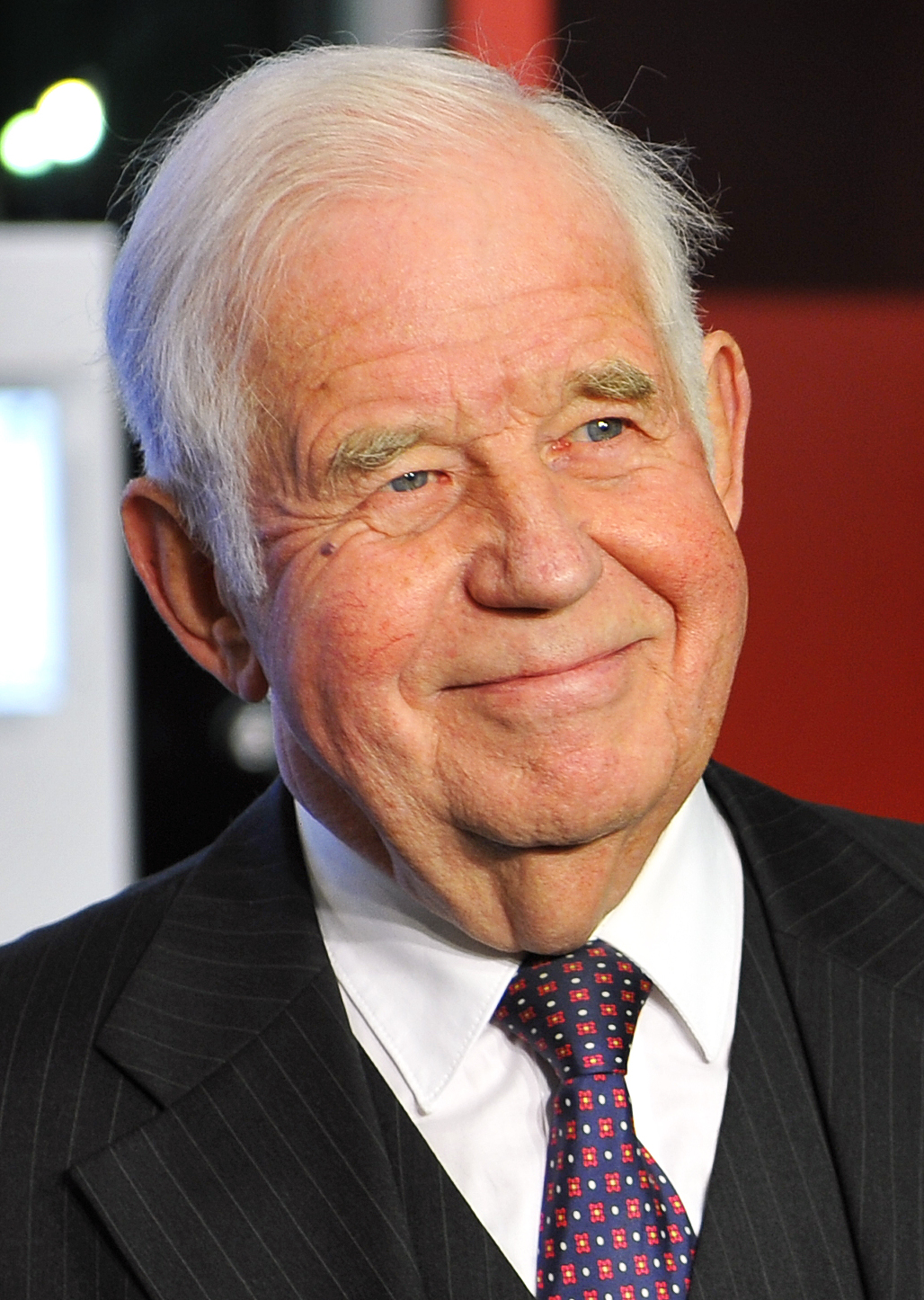
Kurt Biedenkopf (2010)

Kurt Hans Biedenkopf (* 28. Januar 1930 in Ludwigshafen am Rhein; † 12. August 2021 in Dresden) war ein deutscher Jurist, Hochschullehrer und Politiker (CDU). Von 1990 bis 2002 war er der erste Ministerpräsident des Freistaates Sachsen nach der deutschen Wiedervereinigung.
Daneben engagierte sich Biedenkopf im Vorstand der Deutschen Nationalstiftung und war bis zu seinem Tod ihr Ehrensenator. Für seine politischen und sozialen Verdienste wurde er 1993 mit dem Hans-Böckler-Preis des DGB ausgezeichnet.

## Leben

### Privates

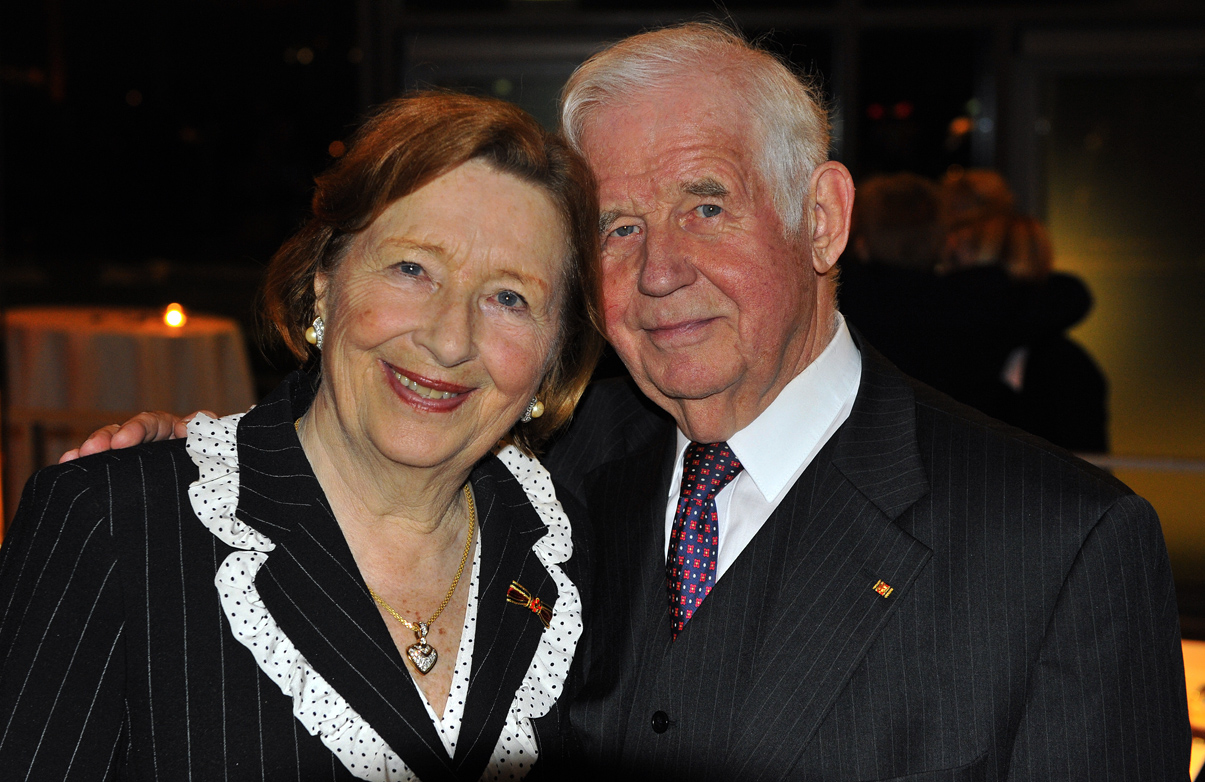
Kurt und Ingrid Biedenkopf (2010)

Kurt Biedenkopf wurde 1930 in Ludwigshafen als Sohn des technischen Direktors der Buna-Werke, Wilhelm Biedenkopf aus Chemnitz, geboren.
1938 zog seine Familie nach Schkopau bei Merseburg, wo er bis 1945 das Gymnasium besuchte. Vor der Übergabe der Region an die Rote Armee wurde die Familie, wie 24 andere Familien von Spezialisten des Buna-Werks, von den Amerikanern nach Hessen evakuiert, wo er ab 1945 das heutige Max-Planck-Gymnasium in Groß-Umstadt besuchte und 1949 das Abitur ablegte.
Aus Biedenkopfs erster, 1978 geschiedener Ehe gingen vier Kinder hervor: Sein Sohn Sebastian war Chefjurist bei Bosch und seit dem Jahr 2021 Arbeitsdirektor bei Fresenius SE in Bad Homburg, seine Tochter Susanne Biedenkopf-Kürten (* 1960) ist Studioleiterin beim ZDF und verheiratet mit Stefan Kürten. 1979 heiratete Biedenkopf die ebenfalls geschiedene Ingrid Kuhbier, eine Tochter des Industriellen Fritz Ries (1907–1977), mit der er zwei weitere Kinder hatte. Das Ehepaar lebte von 2012 bis 2018 in Übersee (Chiemgau), danach in Dresden. In seiner Freizeit interessierte sich Biedenkopf für Modelleisenbahnen. Kurt Biedenkopf starb am 12. August 2021 im Alter von 91 Jahren in Dresden. Er ist auf dem Johannisfriedhof im Dresdner Stadtteil Tolkewitz beerdigt.

### Ausbildung und beruflicher Werdegang

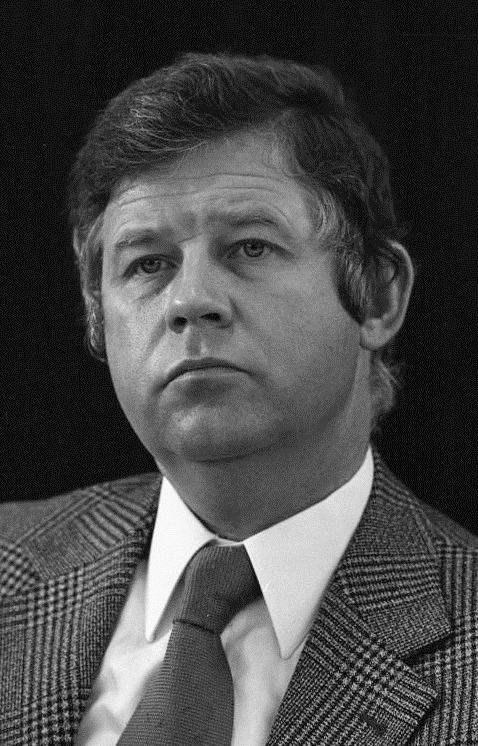
Kurt Biedenkopf (1973)

Von 1949 bis 1950 studierte Biedenkopf ein Jahr Politikwissenschaft am Davidson College, North Carolina, USA, danach Rechtswissenschaften in München, später Jura und Nationalökonomie an der Johann Wolfgang Goethe-Universität Frankfurt am Main. Dort wurde er mit der Arbeit Vertragliche Wettbewerbsbeschränkung und Wirtschaftsverfassung. Die Ausschließlichkeitsbindung als Beispiel 1958 zum Doktor der Rechte promoviert.
1960 legte er, nach dem ersten 1955, auch das zweite juristische Staatsexamen ab. Nach einem Master of Laws (LL.M) an der Georgetown University, Washington, D.C., USA, und Studien- und Forschungsaufenthalten an der Georgetown University habilitierte er sich 1963 in Frankfurt am Main für Bürgerliches Recht, Handels-, Wirtschafts- und Arbeitsrecht. Von 1967 bis 1969 war Biedenkopf Rektor der Ruhr-Universität Bochum, an der er zuvor seit 1964 als Ordinarius tätig gewesen war.
Zwischen 1968 und 1970 hatte er den Vorsitz der Kommission Mitbestimmung inne. Dieses später Biedenkopf-Kommission genannte Sachverständigen-Gremium prüfte im Auftrag der CDU/CSU-Bundestagsfraktion die „weitere Gestaltung der Mitbestimmung“. 1972 wurde das Betriebsverfassungsgesetz und 1976 das Mitbestimmungsgesetz verabschiedet. Die Gesetze regeln die betriebliche bzw. unternehmerische Mitbestimmung der Arbeitnehmerschaft in Kapitalunternehmen.
Von 1971 bis 1973 war Biedenkopf Mitglied der zentralen Geschäftsführung des Henkel-Konzerns in Düsseldorf.
1990 war er kurzzeitig Gastprofessor für Volkswirtschaftslehre an der Universität Leipzig. Ab Oktober 2005 wurde er von dem damaligen Bundeskanzler Gerhard Schröder als Vorsitzender einer Kommission zur Reform der Unternehmensmitbestimmung eingesetzt, deren Abschlussbericht er im Dezember 2006 Bundeskanzlerin Angela Merkel übergab.

### Politische Laufbahn

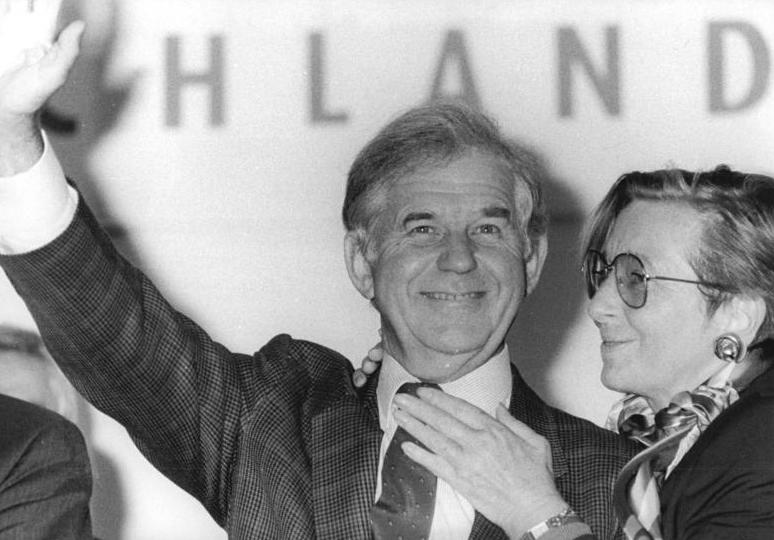
Kurt Biedenkopf mit seiner Frau Ingrid nach der gewonnenen Landtagswahl im Oktober 1990

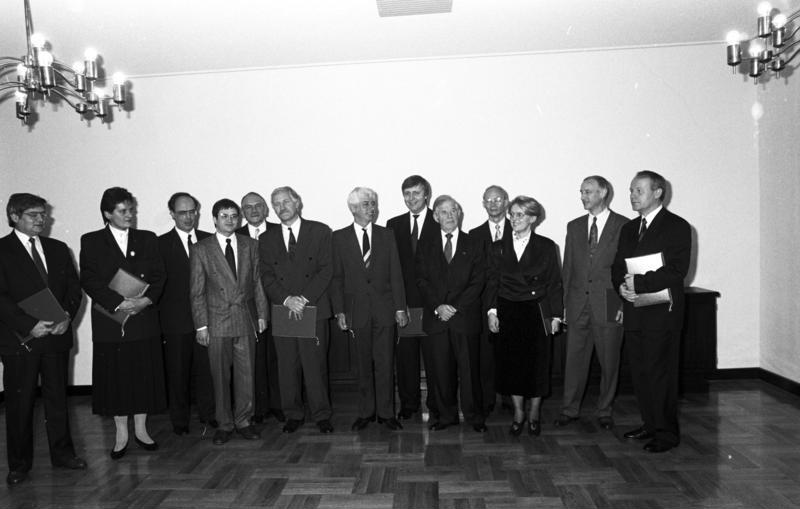
Kabinett Biedenkopf 1990; fünfter von rechts: Kurt Biedenkopf

In den 1970er Jahren galt Biedenkopf als ein enger Vertrauter des CDU-Vorsitzenden Helmut Kohl. Von 1973 bis 1977 war Biedenkopf als Generalsekretär der CDU tätig und gehörte von 1976 bis 1980 dem Deutschen Bundestag an. Sein überdurchschnittliches Gehalt als Generalsekretär wurde teilweise über schwarze Kassen der CDU finanziert. Das Parteiamt legte er aufgrund von Meinungsverschiedenheiten mit Helmut Kohl nieder.
Von 1977 bis 1986 war er Vorsitzender des CDU-Bezirksverbandes Westfalen-Lippe, im direkten Anschluss bis 1987 Vorsitzender des CDU-Landesverbandes Nordrhein-Westfalen. Als im Frühjahr 1980 der CDU-Spitzenkandidat für die Landtagswahl in Nordrhein-Westfalen, Heinrich Köppler, drei Wochen vor dem Urnengang verstarb, übernahm Biedenkopf kurzfristig die Spitzenkandidatur der CDU, konnte sich jedoch nicht gegen Ministerpräsident Johannes Rau durchsetzen.
1984 war Biedenkopf als Kandidat für das Amt des Präsidenten der Europäischen Kommission gehandelt worden. Nachfolger von Gaston Thorn wurde jedoch Jacques Delors.
1987 legte er den Landesvorsitz der NRW-CDU zugunsten Norbert Blüms nieder. Mit der Niederlegung des 1980 errungenen Mandats im nordrhein-westfälischen Landtag im Jahr 1988 zog er sich aus der Tagespolitik zurück. Mit der Wiedervereinigung kehrte Biedenkopf in die Politik zurück und erwarb die Staatsbürgerschaft der DDR, um bei der sächsischen Landtagswahl am 14. Oktober 1990 als CDU-Spitzenkandidat antreten zu können. Hierbei erzielte die sächsische CDU mit 53,8 Prozent die absolute Mehrheit. Biedenkopf wurde Ministerpräsident des Freistaates Sachsen und blieb es bis zum Januar 2002. Im Dezember 1994 war er der erste deutsche Politiker, der sich in einem Online-Chat den Bürgern stellte.
Dem Landtag gehörte er bis zur Landtagswahl 2004 an. Von 1991 bis 1995 war er zusätzlich CDU-Landesvorsitzender in Sachsen. Bei den Landtagswahlen 1994 und 1999 baute die sächsische CDU ihre absolute Mehrheit weiter aus. Vom 1. November 1999 bis zum 31. Oktober 2000 war Biedenkopf turnusmäßig Bundesratspräsident. Zu Beginn seiner Amtszeit vereinbarte er und der Vorsitzende des Föderationsrates Russlands, Jegor Strojew, jährliche Treffen der jeweiligen Freundschaftsgruppen.
Nach dem Rücktritt Wolfgang Schäubles als CDU-Vorsitzender im Februar 2000 war Biedenkopf kurzzeitig als Übergangs-Parteichef im Gespräch. Aufgrund verstärkt auftretender Kritik an seinem Führungsstil und etlicher Affären (z. B. Paunsdorf-Center-Affäre, Mietaffäre) erklärte Biedenkopf am 16. Januar 2002 seinen Rücktritt als Ministerpräsident zum 17. April 2002. Zum Nachfolger wurde gegen Biedenkopfs Willen der damalige CDU-Landesvorsitzende Georg Milbradt gewählt, der das Amt bei der Landtagswahl 2004 verteidigen konnte. Biedenkopf ist der am längsten amtierende Ministerpräsident in der Geschichte Sachsens.
Gemeinsam mit Meinhard Miegel war Biedenkopf im Vorstand des Instituts für Wirtschaft und Gesellschaft e. V. in Bonn. Zusammen mit Rudolf Bahro initiierte und unterstützte er in den 1990er Jahren die Entstehung des sozialökologischen Zukunftsforschungsexperiments LebensGut in Pommritz. Von 2003 bis 2006 war er Gründungspräsident der Dresden International University. Er war Vorsitzender des Kuratoriums der Hertie School of Governance und des Senats der Deutschen Nationalstiftung, die 1993 von Helmut Schmidt gemeinsam mit ihm und weiteren Freunden gegründet wurde; ferner gehörte er dem internationalen Salzburg Seminar an. Er war Vorsitzender des Aufsichtsrates der Staatlichen Porzellanmanufaktur Meissen GmbH.
Seine umstrittene Aussage aus dem Jahr 2000 über die angeblich vorhandene Immunität der Sachsen gegen Rechtsradikalismus wiederholte Biedenkopf 2017 in einem Gespräch zum „AfD-Triumph in Sachsen“ mit Martin Machowecz von der Wochenzeitung Die Zeit: „Ich habe gesagt, dass die Sachsen immun sind gegenüber Rechtsradikalismus. Das ist auch heute noch meine Auffassung.“

### Neben und nach der Politik

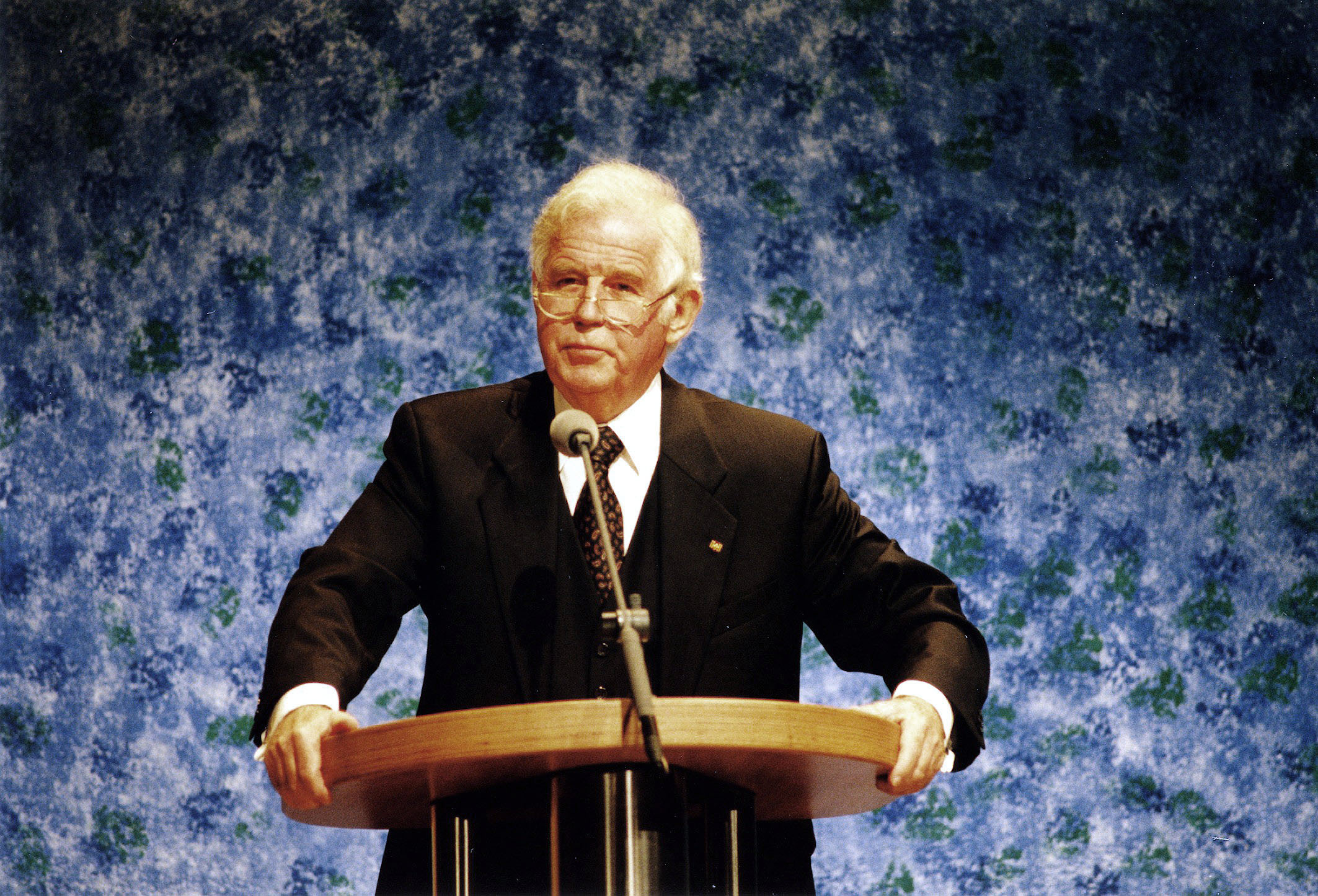
Kurt Biedenkopf, 1996

Biedenkopf war der Bertelsmann Stiftung als Berater und Redner eng verbunden. Ab 1983 gehörte er dem neu geschaffenen Beirat an. Von 1987 bis 1990 hatte er den Vorsitz des Kontrollgremiums inne. Während dieser Zeit wurde unter anderem der Carl Bertelsmann-Preis erstmals vergeben, der mittlerweile als Reinhard-Mohn-Preis weitergeführt wird. Biedenkopf engagierte sich zudem in Projekten zur Europäischen Integration und der Sozialen Marktwirtschaft. Die Bildungs- und Wissenschaftspolitik blieben ein Zentrum seines Denkens und Handelns. So setzte er sich mehrfach detailliert und konstruktiv-kritisch mit dem Konzept der Reformuniversität auseinander.
Seit Januar 2011 hatte Biedenkopf eine zunächst auf drei Jahre angelegte Forschungsprofessur am Wissenschaftszentrum Berlin für Sozialforschung inne. Sein Forschungsgegenstand war die Leistungsfähigkeit europäischer Demokratien angesichts des demografischen Wandels. Das Projekt endete 2015. Im Juli 2011 forderte er zwei Tage vor der Abstimmung den Bundesrat auf, das Gesetz zum Atomausstieg abzulehnen.

## Kabinette
- Kabinett Biedenkopf I, 1990–1994
- Kabinett Biedenkopf II, 1994–1999
- Kabinett Biedenkopf III, 1999–2002

## Biedenkopfs Tagebücher
Die Veröffentlichung der Tagebücher Biedenkopfs im Jahr 2015 unterstützte der Freistaat Sachsen mit 307.900 Euro, die an die CDU-nahe Konrad-Adenauer-Stiftung gezahlt wurden. Die drei Bände beziehen sich auf die Jahre 1989 bis 1994. Die Frage nach dem offiziellen Auftraggeber ist strittig, nach Aussage Biedenkopfs wurde die Veröffentlichung durch den damaligen Ministerpräsidenten Stanislaw Tillich angeregt, der dies aber nicht bestätigt.
Seine Verantwortung in dieser Frage wurde gerichtlich geklärt; der verwaltungsrechtliche Prozess endete im März 2017 mit der Feststellung, dass die Stellungnahmen der Landesregierung vollständig waren und die Rolle Tillichs damit ausreichend beantwortet sei. Die Publikation wurde zudem nur in sehr geringen Zahlen verkauft, für Buchpräsentationen und Promotionspartys in Berlin und Prag entstanden aber weitere Kosten in vierstelliger Höhe.

Grabstein von Kurt Biedenkopf in Dresden

## Auszeichnungen
- 1973: Krawattenmann des Jahres
- 1974: Ehrendoktor der Davidson College, Davidson, USA
- 1978: Ehrendoktor der Georgetown University, Washington, USA
- 1981: Verdienstorden der Bundesrepublik Deutschland (Großes Verdienstkreuz)
- 1991: Großes Goldenes Ehrenzeichen am Bande für Verdienste um die Republik Österreich[31]
- 1991: Pfeifenraucher des Jahres
- 1993: Ehrendoktor der New School for Social Research, New York, USA
- 1993: Hans-Böckler-Preis[32]
- 1993: Verdienstorden der Bundesrepublik Deutschland (Großes Bundesverdienstkreuz mit Stern und Schulterband)
- 1993: Moses-Preis des Vereins für ostdeutsche Wirtschaftsentwicklung
- 1994: Ehrendoktor der Katholischen Universität Brüssel, Belgien
- 1994: Norwegischer Verdienstorden
- 1996: Medienpreis „Goldene Henne“ für Verdienste beim Zusammenwachsen von Ost und West[33]
- 1997: Verdienstorden des Freistaates Sachsen[34]
- 1997: Integrationspreis der Stiftung Apfelbaum
- 1998: Moses Mendelssohn Medaille
- 1999: Verdienstorden der Bundesrepublik Deutschland (Großkreuz)
- 1999: Ehrenbürger der Ruhr-Universität Bochum
- 2000: Europäischer Handwerkspreis[35]
- 2001: Alexander-Rüstow-Plakette
- 2002: Verfassungsmedaille des Freistaates Sachsen
- 2003: Internationaler Brückepreis
- 2008: Ehrendoktor der Handelshochschule Leipzig
- 2010: Dresdner St.-Georgs-Orden des Semper-Opernballs
- 2010: Erich-Kästner-Preis des Presseclubs Dresden
- 2011: Ehrenbürger der Stadt Gröditz[36]
- 2012: Ehrennadel der Oskar-Patzelt-Stiftung[37]
- 2013: Steiger Award
- 2017: Verdienstorden des Landes Nordrhein-Westfalen[38]
- 2021: Ehrendoktor der Universität Leipzig[39]

## Werke
- Grenzen der Tarifautonomie. Verlag C. F. Müller, Karlsruhe 1964.
- Fortschritt in Freiheit. Umrisse einer politischen Strategie. R. Piper & Co. Verlag, München 1974, ISBN 3-492-02095-X.
- Die Neue Soziale Frage und die Soziale Marktwirtschaft. In: Politik und Kultur. Heft 3/1976, Colloquium Verlag, Berlin, ISSN 0340-5869, S. 10 ff.
- Die neue Sicht der Dinge. Plädoyer für eine freiheitliche Wirtschafts- und Sozialordnung. 1985
- 25 Jahre Ruhr-Universität: erfüllte und nichterfüllte Reformerwartungen. In: Burkhard Dietz, Winfried Schulze und Wolfhard Weber (Hrsg.): Universität und Politik. Festschrift zum 25jährigen Bestehen der Ruhr-Universität Bochum, Bd.I, Bochum: Gesellschaft der Freunde der Ruhr-Universität Bochum, 1990, S. 295 ff.
- Zeitsignale. Parteienlandschaft im Umbruch. Bertelsmann Verlag, München 1990, ISBN 3-442-11696-1. (Goldmann Taschenbuch 11696)
- mit Joseph Nye und Motoo Shiina: Global Competition After the Cold War. A Reassessment of Trilateralism. The Trilateral Commission, New York 1991, ISBN 0-930503-67-8.
- Einheit und Erneuerung: Deutschland nach dem Umbruch in Europa. Deutsche Verlags-Anstalt GmbH, Stuttgart 1994, ISBN 3-421-06696-5.
- Ein deutsches Tagebuch 1989–1990. Siedler Verlag, 2000.
- Die Ausbeutung der Enkel. Plädoyer für die Rückkehr zur Vernunft. Propyläen, Berlin 2006, ISBN 3-549-07292-9.
- Kurt Biedenkopf, Ralf Dahrendorf, Erich Fromm, Maik Hosang (Hrsg.), Petra Kelly u. a.: Klimawandel und Grundeinkommen. Die nicht zufällige Gleichzeitigkeit beider Themen und ein sozialökologisches Experiment. Andreas Mascha Verlag, München 2008, ISBN 978-3-924404-73-4.
- Wir haben die Wahl. Freiheit oder Vater Staat. Propyläen Verlag, Berlin 2011, ISBN 978-3-549-07375-9.
- Von Bonn nach Dresden. Aus meinem Tagebuch Juni 1989–November 1990. Siedler-Verlag, München 2015, ISBN 978-3-8275-0077-9.
- Ein neues Land entsteht. Aus meinem Tagebuch November 1990–August 1992. Siedler-Verlag, München 2015, ISBN 978-3-8275-0072-4.
- Ringen um die innere Einheit. Aus meinem Tagebuch August 1992–September 1994. Siedler-Verlag, München 2015, ISBN 978-3-8275-0073-1.